# Hunts Point Avenue
Hunts Point Avenue è una stazione della metropolitana di New York, situata sulla linea IRT Pelham. Nel 2015 è stata utilizzata da 3 305 563 passeggeri.
È servita dalla linea 6 Lexington Avenue/Pelham Local, sempre attiva, e dalla linea 6 Lexington Avenue Local/Pelham Express, attiva solo nelle ore di punta.